# Крулл
«Крулл» — фантастический художественный фильм 1983 года, снятый режиссёром Питером Йетсом. Автор музыки — Джеймс Хорнер. Фильм является одной из первых актёрских работ Робби Колтрейна и Лиама Нисона.

## Сюжет
События, показанные в фильме, развиваются на отдаленной и неизвестной планете под названием Крулл, переживающей время, отдаленно напоминающее Средневековье, когда наследники двух великих правителей — принц Кольвин и принцесса Лисса — решили сыграть свадьбу, что должно было означать заключение мира между двумя державами. Торжественная церемония была прервана вторжением армии инопланетных убийц во главе с Чудовищем (The Beast). На замок, где было решено устроить церемонию бракосочетания, напал отряд убийц, который убил королей Трулорда и Эйрига, и покончил вмиг со всеми стражами, слугами, гостями, а главное был тяжело ранен Кольвин, а Лисса была похищена. На помощь наследному принцу пришёл Инир, мудрый целитель и провидец. Он вылечил Кольвина и рассказал ему, что где-то очень далеко как из-под земли (прибыла из космоса, что показано в фильме) выросла огромная чёрная крепость — откуда убийцы совершали набеги на мирное население, и куда похитители увезли Лиссу. Принц решается отправиться на её поиски немедленно, но Инир говорит, что Чудовище — их новый враг — куда сильнее, чем кто-либо, и чтобы победить его, потребуется любая помощь, в том числе и та, что была спрятана от человеческих глаз ещё в стародавние времена. Инир указал Кольвину путь к горе, где было скрыто древнее, но очень мощное оружие — легендарная пятиконечная глефа. Но этого было недостаточно, чтобы продолжить путь к башне. По пути они встретили банду разбойников, которая в конце концов решилась помочь им, волшебник Эрго, способный превращаться в различных животных, одноглазый воин Релл, слепой провидец Эмералд и его помощник Титч, которые следовали за Кольвином через леса и болота, чтобы найти и освободить Лиссу. В это время Чудовище постоянно наблюдало за девушкой, пытаясь уговорить её выйти за него замуж, но она оставалась верна Кольвину, даже когда ей показали, как юная красавица пыталась соблазнить принца… То была лишь одна из хитростей, устроенных Чудовищем, чтобы остановить отряд отважных героев. Помимо этого Чудовище направило на болота отряд убийц, а также слугу, который убил слепого Эмералда и занял его место, с тем чтобы впоследствии убить Кольвина. Это была единственная надежда обнаружить крепость, которая каждый день меняла местоположение. Но Инир не отчаивался: был и другой способ — найти старую деву, которая жила в пещере, охраняемой белой паучихой. Он знал её как никто другой, потому что то была подруга его молодости, которую тоже некогда звали Лисса, и которая теперь жила одна в этом ужасном месте. Он уговорил её помочь ему, что означало её гибель, но она решилась пойти на этот шаг. Она рассказала, где крепость появится на следующее утро, и расколола песочные часы, которые поддерживали её жизнь на протяжении всех этих лет. Инир лишь успел предупредить друзей прежде чем наступила и его смерть… У путников оставалось мало времени: табун скорых лошадей позволил им добраться до крепости в нужный момент — на рассвете, и в конце концов им удалось пробраться в логово врага, полное неожиданных ловушек. С большим трудом Кольвин нашёл свою любимую и вступил в бой с Чудовищем. Если бы не древнее оружие, то всякая надежда на спасение могла бы быть потеряна навсегда, но освободив Лиссу, он с её помощью сумел одолеть заклятого врага. Немного времени прошло после гибели злодея и его армии прежде, чем крепость рассыпалась на части, а Крулл вновь обрел свободу.

## В ролях
- Кен Маршалл — Кольвин, принц
- Лизетт Энтони — Лисса, принцесса
- Алан Армстронг — Торкул
- Лиам Нисон — Кеган
- Робби Колтрейн — Рин